# کیوهی سوگیورا
کیوهی سوگیورا (انگلیسی: Kyohei Sugiura؛ زادهٔ ۱۱ ژانویهٔ ۱۹۸۹) بازیکن فوتبال اهل ژاپن است.
از باشگاه‌هایی که در آن بازی کرده‌است می‌توان به باشگاه فوتبال ویسل کوبه و باشگاه فوتبال کاوازاکی فرونتال اشاره کرد.